# Liste der Baudenkmäler in Kaltental
Auf dieser Seite sind die Baudenkmäler in dem schwäbischen Markt Kaltental zusammengestellt. Diese Tabelle ist eine Teilliste der Liste der Baudenkmäler in Bayern. Grundlage ist die Bayerische Denkmalliste, die auf Basis des Bayerischen Denkmalschutzgesetzes vom 1. Oktober 1973 erstmals erstellt wurde und seither durch das Bayerische Landesamt für Denkmalpflege geführt wird. Die folgenden Angaben ersetzen nicht die rechtsverbindliche Auskunft der Denkmalschutzbehörde.

## Baudenkmäler nach Gemeindeteilen

### Aufkirch
| Lage                             | Objekt                                     | Beschreibung | Akten-Nr.              | Bild           |
| -------------------------------- | ------------------------------------------ | --- | ---------------------- | -------------- |
| Blonhofener Straße 1 (Standort)  | Bauernhaus                                 | Mitterstallbau mit Flachdach und Kniestock, um 1830/40. | D-7-77-141-26 Wikidata | Bauernhaus     |
| Blonhofener Straße 12 (Standort) | Gasthaus zur Traube                        | stattlicher Massivbau, um 1870, Wirtschaftsteil 1994 erneuert; mit Ausstattung; zugehöriges Nebengebäude (ehemalige Brauerei), mit gewölbten Räumen, gleichzeitig. | D-7-77-141-25 Wikidata | weitere Bilder |
| Waldstraße 2 (Standort)          | Bauernhaus                                 | Bundwerkkniestock und bemalte Balkenschnitzerei, um 1820/40. | D-7-77-141-8 Wikidata  | Bauernhaus     |
| Weldener Straße 3 (Standort)     | Katholische Pfarrkirche St. Peter und Paul | um 1620 Neubau von Hans Alberthal, 1742 Erneuerung des Langhauses, Chorneubau 1798, Turmoberteil 1843; mit Ausstattung.                                            | D-7-77-141-9 Wikidata  | weitere Bilder |
| Weldener Straße 4 (Standort)     | Pfarrhaus                                  | mit flachem Walmdach und Mezzaningeschoss, erbaut 1859/60. | D-7-77-141-10 Wikidata | Pfarrhaus      |
| Weldener Straße 13 (Standort)    | Hausfigur                                  | heiliger Petrus, um 1480 | D-7-77-141-11 Wikidata | Hausfigur      |
| Weldener Straße 15 (Standort)    | Bauernhaus                                 | stattlicher Mittertennbau mit Flachdach, bezeichnet 1686, erhöht und erweitert Anfang 19. Jahrhundert, mit Bundwerkkniestock.                                      | D-7-77-141-12 Wikidata | Bauernhaus     |

### Blonhofen
| Lage                           | Objekt                                 | Beschreibung | Akten-Nr.             | Bild                                   |
| ------------------------------ | -------------------------------------- | --- | --------------------- | -------------------------------------- |
| Ortsstraße 19 (Standort)       | Bauernhaus                             | Mittertennbau mit Hakenschopf und Flachdach, im Kern Mitte 18. Jahrhundert                                                         | D-7-77-141-2 Wikidata | Bauernhaus                             |
| Ortsstraße 25, 25 a (Standort) | Bauernhaus                             | Flachdach und Kniestock, Mitte 19. Jahrhundert                                                                                     | D-7-77-141-3 Wikidata | Bauernhaus                             |
| Ortsstraße 31 (Standort)       | Filialkirche St. Philippus und Jakobus | Katholische Filialkirche St. Philippus und Jakobus, im Kern 15. Jahrhundert, Langhaus 1852 verlängert und erhöht; mit Ausstattung. | D-7-77-141-5 Wikidata | Filialkirche St. Philippus und Jakobus |
| Ortsstraße 37 (Standort)       | Ehemaliges Bauernhaus                  | Mittertennbau mit Flachdach auf Kniestock, am Sturzbalken der Tenne Zimmermannsinschrift, bezeichnet 1778.                         | D-7-77-141-7 Wikidata | Ehemaliges Bauernhaus                  |

### Eldratshofen
| Lage                      | Objekt                          | Beschreibung | Akten-Nr.              | Bild                            |
| ------------------------- | ------------------------------- | --- | ---------------------- | ------------------------------- |
| Eldratshofen 4 (Standort) | Filialkirche St. Johannes d. T. | Katholische Filialkirche St. Johannes d. T. 2. Hälfte 15. Jahrhundert, Mitte 18. Jahrhundert, zum Teil barockisiert; mit Ausstattung. | D-7-77-141-14 Wikidata | Filialkirche St. Johannes d. T. |

### Frankenhofen
| Lage                      | Objekt                                        | Beschreibung                                                                                        | Akten-Nr.              | Bild                                          |
| ------------------------- | --------------------------------------------- | --------------------------------------------------------------------------------------------------- | ---------------------- | --------------------------------------------- |
| Bergstraße 20 (Standort)  | Bauernhaus                                    | Mittertennbau mit Flachdach und weit vorspringendem Kniestock, Mitte 19. Jahrhundert                | D-7-77-141-15 Wikidata | Bauernhaus                                    |
| Hauptstraße 18 (Standort) | Zuhaus                                        | Zuhaus zu Hauptstraße 20, kleiner, erdgeschossiger Satteldachbau, 19. Jahrhundert                   | D-7-77-141-16 Wikidata | Zuhaus                                        |
| Hauptstraße 20 (Standort) | Wohnteil eines Bauernhauses                   | im Kern um 1608 (Dendro), im 18./19. Jahrhundert verändert.                                         | D-7-77-141-28 Wikidata | Wohnteil eines Bauernhauses                   |
| Hauptstraße 22 (Standort) | Pfarrhaus                                     | stattlicher Satteldachbau mit Putzbandgliederung, Wirtschaftsteil unter einem Dach, erbaut 1803/04. | D-7-77-141-17 Wikidata | Pfarrhaus                                     |
| Hauptstraße 31 (Standort) | Katholische Pfarrkirche St. Lorenz und Agatha | Langhaus und Turmunterbau 1488, Chor, Turmoberbau und Vorzeichen 1781/20; mit Ausstattung.          | D-7-77-141-18 Wikidata | Katholische Pfarrkirche St. Lorenz und Agatha |
| Hauptstraße 42 (Standort) | Gasthaus                                      | stattlicher Satteldachbau, um 1800.                                                                 | D-7-77-141-19 Wikidata | Gasthaus                                      |

### Helmishofen
| Lage                       | Objekt                    | Beschreibung | Akten-Nr.              | Bild                      |
| -------------------------- | ------------------------- | --- | ---------------------- | ------------------------- |
| Bahnhofstraße 9 (Standort) | ehemaliges Gasthaus       | verkürzter Flachdachbau mit Ecknische und weitem Dachüberstand auf Flugpfette, im Kern 18. Jahrhundert                                                 | D-7-77-141-21 Wikidata | ehemaliges Gasthaus       |
| Kirchberg 9 (Standort)     | Filialkirche St. Nikolaus | Katholische Filialkirche St. Nikolaus, Chor um 1474, Langhaus und Sakristei wohl 17. Jahrhundert, Turm 1732 von Johann Georg Fischer; mit Ausstattung. | D-7-77-141-23 Wikidata | Filialkirche St. Nikolaus |

### Hof
| Lage                       | Objekt    | Beschreibung | Akten-Nr.              | Bild           |
| -------------------------- | --------- | --- | ---------------------- | -------------- |
| Römerturmstraße (Standort) | Burgruine | ursprünglich Burg eines 1190 genannten Ortsadels, erhalten: Romanischer Bergfried aus Nagelfluhquadern, um 1200, sowie Mauerreste | D-7-77-141-24 Wikidata | weitere Bilder |

## Ehemalige Baudenkmäler
In diesem Abschnitt sind Objekte aufgeführt, die früher einmal in der Denkmalliste eingetragen waren, jetzt aber nicht mehr. Objekte, die in anderem Zusammenhang also z. B. als Teil eines Baudenkmals weiter eingetragen sind, sollen hier nicht aufgeführt werden. Aktennummern in diesem Abschnitt sind ehemalige, jetzt nicht mehr gültige Aktennummern.

| Lage                                   | Objekt                | Beschreibung                                                          | Akten-Nr.              | Bild                  |
| -------------------------------------- | --------------------- | --------------------------------------------------------------------- | ---------------------- | --------------------- |
| Blonhofen Ortsstraße 27 (Standort)     | Hausfigur             | hl. Rochus, 1. Hälfte 18. Jahrhundert                                 | D-7-77-141-4 Wikidata  | Hausfigur             |
| Blonhofen Ortsstraße 33 (Standort)     | Neugotischer Ausleger | 3. Viertel 19. Jahrhundert                                            | D-7-77-141-6 Wikidata  | Neugotischer Ausleger |
| Eldratshofen Eldratshofen 3 (Standort) | Steildachstadel       | Zugehöriger Steildachstadel, verschalter Ständerbau, bezeichnet 1744. | D-7-77-141-13 Wikidata | Steildachstadel       |
| Frankenhofen Lindenweg 2 (Standort)    | Hausfigur             | hl. Johannes Evangelist, 2. Hälfte 18. Jahrhundert                    | D-7-77-141-20 Wikidata | BW                    |

## Abgegangene Baudenkmäler
In diesem Abschnitt sind Objekte aufgeführt, die früher einmal in der Denkmalliste eingetragen waren, jetzt aber nicht mehr existieren, z. B. weil sie abgebrochen wurden. Aktennummern in diesem Abschnitt sind ehemalige, jetzt nicht mehr gültige Aktennummern.

| Lage                                      | Objekt     | Beschreibung                                                             | Akten-Nr.              | Bild       |
| ----------------------------------------- | ---------- | ------------------------------------------------------------------------ | ---------------------- | ---------- |
| Aufkirch Blonhofener Straße 10 (Standort) | Bauernhaus | Flachdach und bemalte Balkenschnitzerei, um 1820/30; um 2010 abgebrochen | D-7-77-141-27 Wikidata | Bauernhaus |